# Fitis
De fitis (Phylloscopus trochilus) (zang P. t. acredulaⓘ) is een zangvogel uit de familie Phylloscopidae.

## Kenmerken
De fitis en de tjiftjaf zijn tweelingsoorten, dat wil zeggen, dat ze uiterlijk zeer op elkaar lijken. Ze zijn wel te onderscheiden door de zang. Deze is bij de fitis muzikaal, vloeiend en aflopend, terwijl bij de tjiftjaf de zang bestaat uit het herhaaldelijk roepen van tjif-tjaf. Fitissen hebben een grijsgroene rug, gelige onderzijde, witte oogstreep en doorgaans lichte poten. De lichaamslengte bedraagt 11 tot 12 cm.

## Nestbouw
Het op de grond gebouwde nest heeft een kleine vliegopening, waardoor de eieren nauwelijks zichtbaar zijn. De binnenbekleding bestaat uit een dikke laag veren.

## Verspreiding en leefgebied
De fitis komt tijdens het broedseizoen (maart tot augustus) in geheel Midden- en Noord-Europa voor, met uitzondering van IJsland. Ook in Nederland en België zijn de vogels waar te nemen.
De soort telt drie ondersoorten:
- P. t. trochilus: zuidelijk Zweden, westelijk en centraal Europa.
- P. t. acredula: van Scandinavië (behalve zuidelijk Zweden) tot oostelijk Europa en westelijk Siberië.
- P. t. yakutensis: centraal en oostelijk Siberië.

De fitis is een trekvogel. Hij overwintert in Afrika ten zuiden van de Sahara, een hele trek dus, en in tegenstelling tot de tjiftjaf die slechts tot het Middellandse Zeegebied trekt en in zachte winters zelfs gewoon helemaal niet wegtrekt. De fitis arriveert begin april in Nederland, duidelijk later dan de tjiftjaf.

## Kruising met tjiftjaf?
In 2004 en 2005 is er bij Groenekan een vogel waargenomen die in zijn zang zowel elementen van een fitis als een tjiftjaf heeft. Ook bij Amsterdam werd in 2004 een vergelijkbare vogel gevonden. In 2007 was er weer een mengzanger bij Groenekan, uiterlijk geheel als fitis. Of dit soort vogels echt een kruising zijn of dat er alleen met de zang iets aan de hand is, blijft de vraag.

## Video
- Zingende fitis